# دیگه آهنگ غمگین وجود ندارد
«دیگه آهنگ غمگین وجود ندارد» (انگلیسی: No More Sad Songs) آهنگی از گروه دخترانه بریتانیایی لیتل میکس است که از چهارمین آلبوم استودیویی این گروه به نام روزهای شکوه (۲۰۱۶) است. نسخه ریمیکس این آهنگ با حضور رپر آمریکایی مشین گان کلی، در ۳ مارس ۲۰۱۷ به‌عنوان سومین تک‌آهنگ از آلبوم منتشر شد. این آهنگ در انتشار مجدد چهارمین آلبوم استودیویی گروه روزهای شکوه: نسخه پلاتینیوم (۲۰۱۷) گنجانده شده است. یک قطعه الکتروپاپ است که به یک جدایی می‌پردازد. این آهنگ در جدول تک‌آهنگ‌های بریتانیا به رتبه پانزدهم رسید و به شانزدهمین آهنگ برتر گروه تبدیل شد. این تک‌آهنگ در ایرلند، نیوزلند و فیلیپین نیز در جدول رفت.